# Kserkses z Armenii

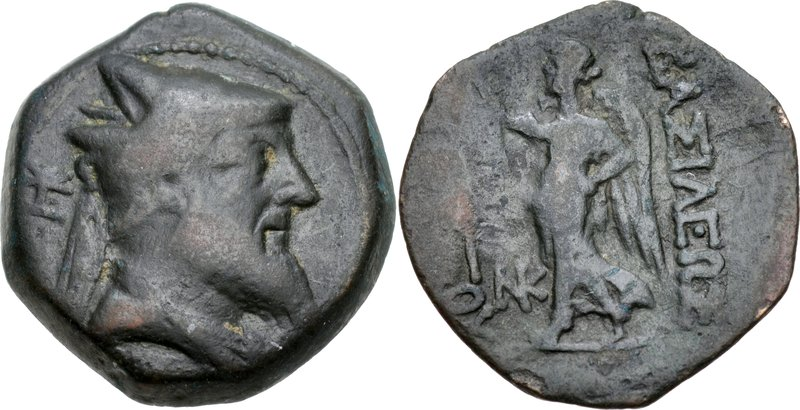

Kserkses (orm: Շավարշ) – król Armenii Sophene w latach ?-212 p.n.e. z dynastii Orontydów. Syn Arsamesa II.
Walczył z Antiochem III Wielkim, który oblegał jego stolicę Arsamosatę.
Król Antioch III dał mu za żonę swoją siostrę Antiochis, która później go zamordowała.